# St. Antonius (Immensen)

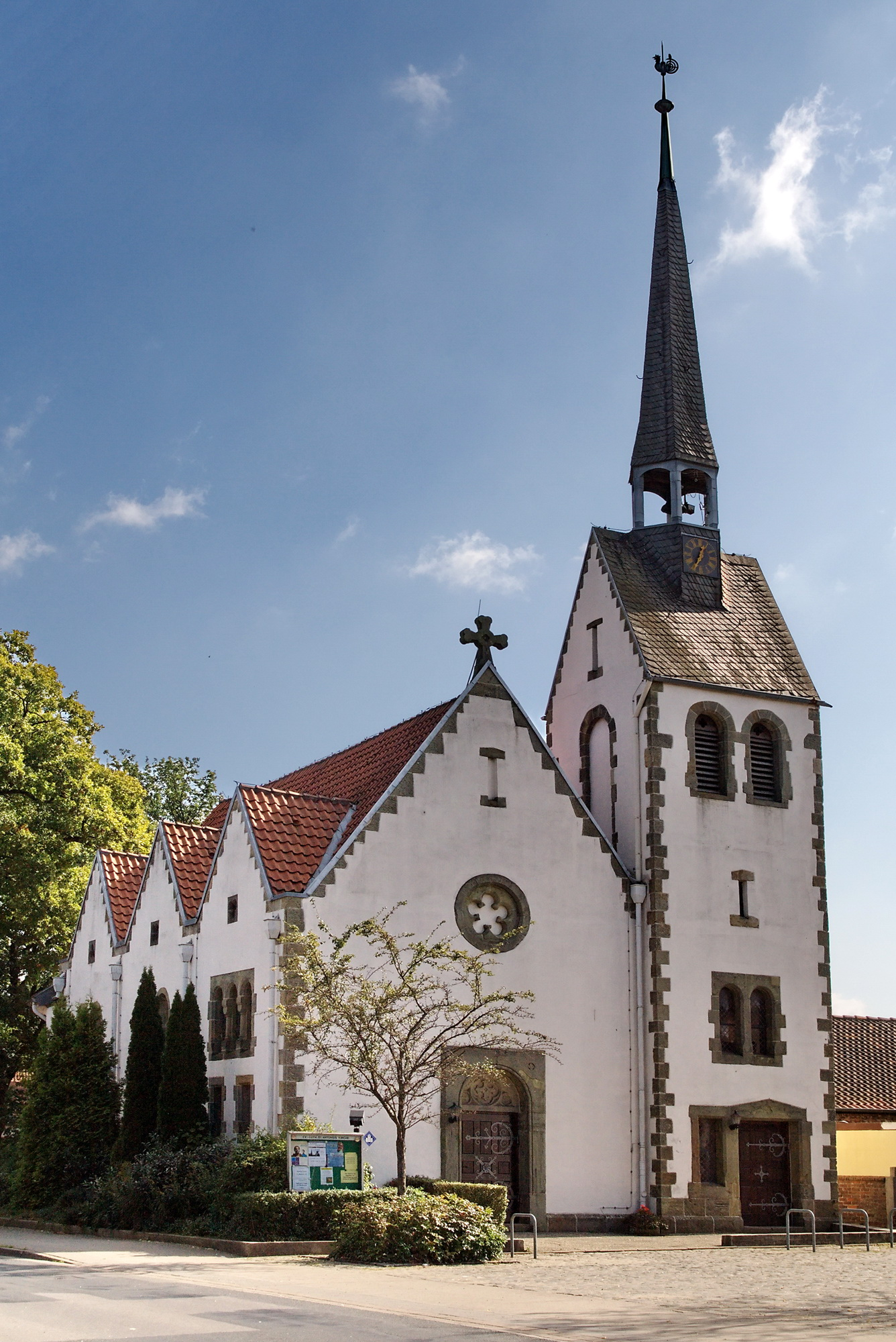
St. Antonius

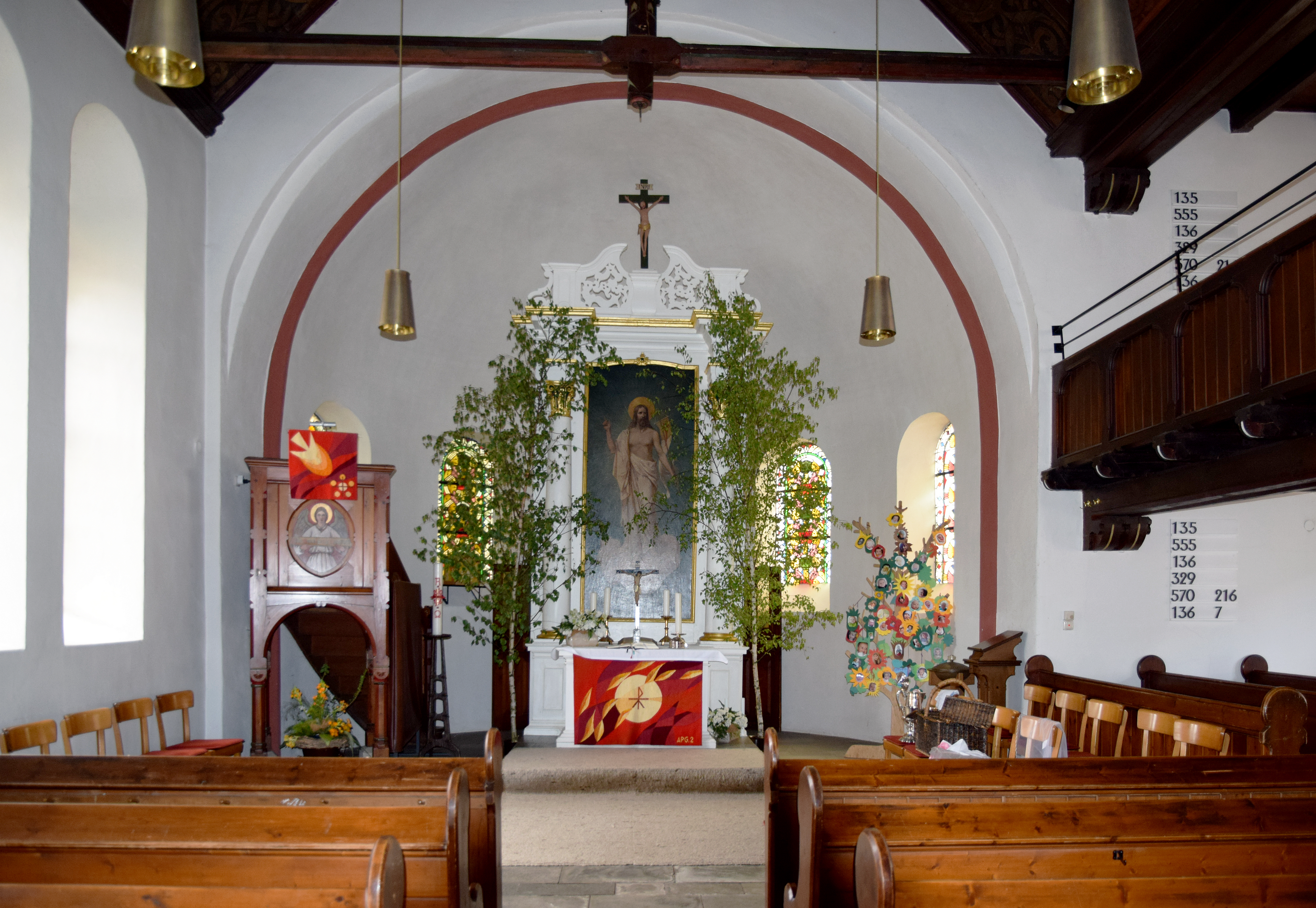
Innenansicht

Die evangelisch-lutherische Kirche St. Antonius steht in Immensen, einem Ortsteil der Mittelstadt Lehrte in der niedersächsischen Region Hannover. Die Kirche steht unter Denkmalschutz. Die Kirchengemeinde Immensen gehört zur Region 4 des Kirchenkreises Burgdorf der Evangelisch-lutherischen Landeskirche Hannovers.

## Beschreibung
Die Saalkirche von 1769 bis 1770 wurde durch Anbauten im 19. Jahrhundert erweitert, die das heutige Aussehen prägen. 1877–1878 wurde an das Langhaus von Conrad Wilhelm Hase eine neuromanische Apsis angebaut, die mit Blendarkaden gegliedert ist. Das Langhaus wurde nach Süden von Karl Mohrmann verbreitert, und ihm ein Glockenturm vorgestellt, auf dem quer das Satteldach sitzt, aus dem sich ein sechsseitiger Dachreiter erhebt. Die Kirche wurde 1899 verputzt. Das Portal in der Fassade im Westen wurde 1900 als romanisierender Rundbogen gestaltet, über ihm befindet sich ein Ochsenauge. 
Der Kanzelaltar stammt aus dem Vorgängerbau. Bekrönt wird er von durchbrochenem Rankenwerk und einem Kruzifix. Anstelle des Kanzelkorbs befindet sich zwischen korinthischen Säulen ein Bild über die Auferstehung Jesu Christi, um 1900 von Ernst Jordan gemalt. Das Hauptschiff hat eine hölzerne Decke von trapezförmigem Querschnitt. Im Nebenschiff und an der Westseite des Langhauses stehen Emporen auf Balken aus Trägern und Ständern. Aus dem 19. Jahrhundert stammen die Glasmalereien mit den Porträts der 12 Apostel, die Kanzel am Chorbogen, die beiden Kronleuchter auf der Orgelempore und die Kirchenbänke.